# Evangelische Kirche Elm

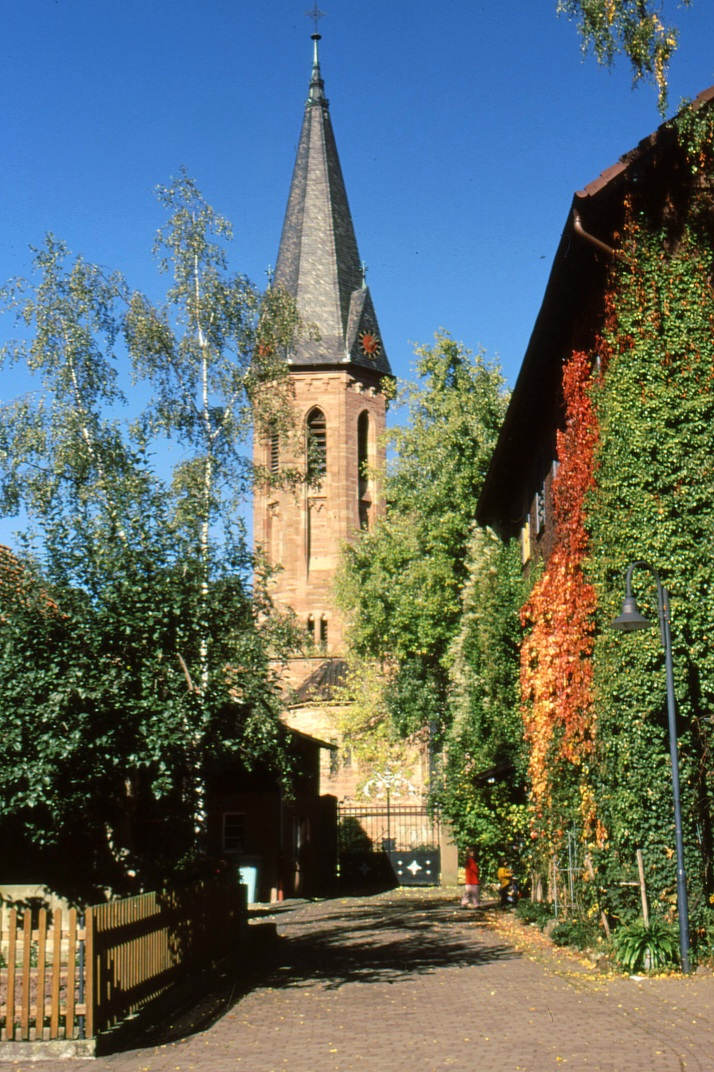
Außenansicht der Kirche

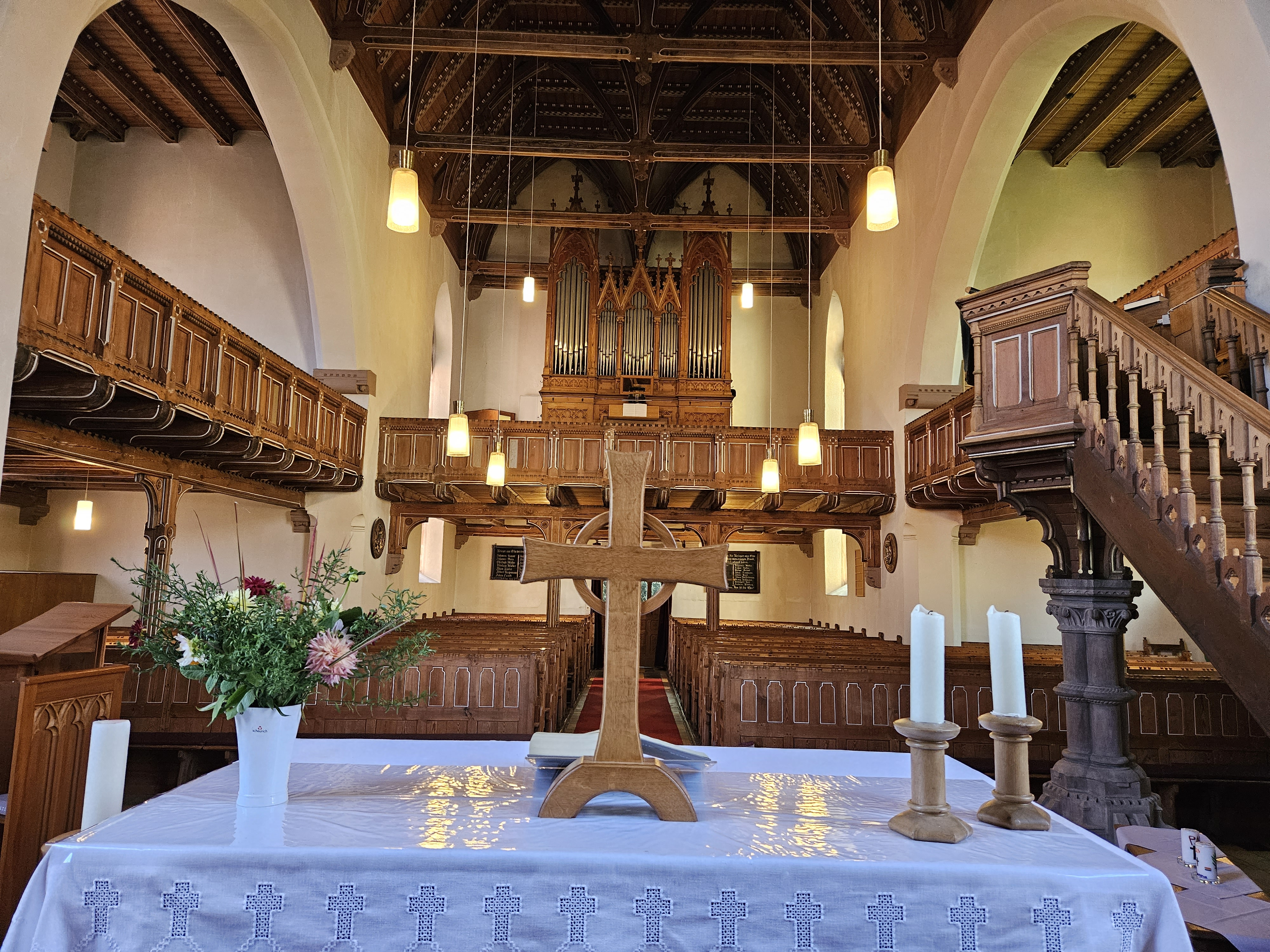
Blick in Chorraum / Orgel (2023)

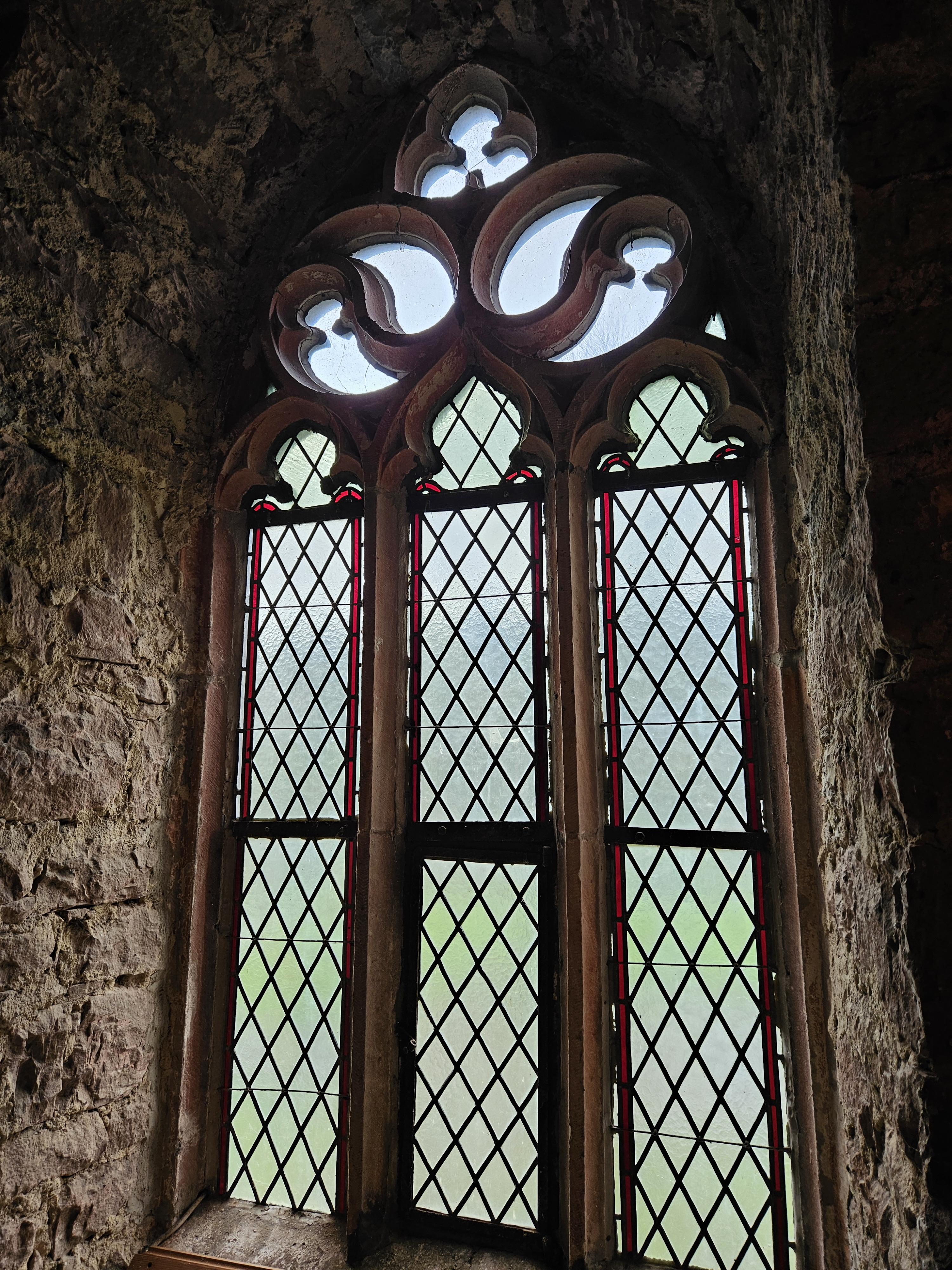
Gotisches Fenster aus dem 15. Jahrhundert (2024)

Die evangelische Kirche ist ein ortsbildprägendes Kirchengebäude in Elm, einem Stadtteil von Schlüchtern im Main-Kinzig-Kreis, (Hessen). Die Kirche gehört zur Kirchengemeinde Schlüchtern im Kirchenkreis Kinzigtal im Sprengel Hanau-Hersfeld der Evangelischen Kirche von Kurhessen-Waldeck.

## Geschichte
Bereits 1167 war in Elm eine Kirche vorhanden, welche dem Kloster Schlüchtern zugehörig war. Wo und wie lange diese Kirche gestanden hat, ist nicht bekannt.
Auf diesen Bau folgte eine spätmittelalterliche Kirche. Das genaue Datum der Erbauung ist allerdings nicht bekannt. Auf einem Träger der Kirche stand die Jahreszahl 1603, an der oberen Empore 1738, an der Kanzel 1696 und die Jahreszahl 1492 stand auf der größten Glocke. Das Gotteshaus war eine Wehrkirche und deutlich kleiner als der heutige Bau. Sie war sehr lange baufällig, sodass es bereits 1743 Pläne für einen Neubau gab. Da diese wieder verworfen wurden, fanden in den Folgejahren viele größere und kleinere Flickarbeiten statt, bis man schließlich im Jahr 1891 niemanden mehr in die Kirche hineinlassen wollte. Daraufhin wurde sie erneut repariert und konnte noch 5 weitere Jahre genutzt werden. Letztendlich musste sie doch Ende des 19. Jahrhunderts wegen Baufälligkeit geschlossen werden, nachdem sie bereits mit Fichtenstämmen notdürftig repariert wurde. Der letzte Gottesdienst fand am 25. Oktober 1896 statt. Zu diesem Zeitpunkt war die Kirche laut Pfarrer Hartmann bereits über 400 Jahre alt.
Nach dem Abriss der alten Kirche fand am 1. April 1897 die Grundsteinlegung statt und bereits 7 Monate später im November desselben Jahres war der Rohbau fertig. Der Architekt war Gustav Schönermark aus Hannover. Aus der alten Kirche wurde lediglich ein gotisches Fenster im Turm sowie der Opferstock im Eingangsbereich übernommen. Der Bau wurde 1898 vollendet und am 26. Oktober desselben Jahres eingeweiht, also fast genau zwei Jahre nach Abriss der alten Kirche. Zur Einweihung kamen über 1000 Gäste, welche den Innenraum ausfüllten.
Die erste große Renovierung fand im Jahr 1937 statt. Hierbei verschwanden die neugotischen Wandbemalungen. Im Jahr 1967 wurde das Dach neu eingedeckt sowie eine Ölheizung verbaut. 1970 wurde die Kirche letztmalig umfangreich renoviert und am 25. Oktober 1970 neueröffnet. Bei dieser Renovierung wurde die gesamte hölzerne Inneneinrichtung der Kirche restauriert und durch einen weißen Anstrich an Bänken und der Empore sowie einem weiß-goldenen an der Kanzel verschönert.

## Architektur
Der Grundriss der Elmer Kirche bildet ein Kreuz mit breiten, kurzen Querarmen. An der Westseite befindet sich der achtseitige Glockenturm. Der Turm ist an vier Ecken mit Ziergiebeln versehen und hat eine Höhe vom 42 Metern. An zweien dieser Giebel befinden sich Ziffernblätter der Turmuhr.

## Ausstattung

### Orgel
Es ist bekannt, dass bereits vor 1700 eine Orgel vorhanden war, welche in den nächsten Jahrzehnten betreut, gewartet und in den Jahren 1715 sowie 1851 umgebaut wurde. Es ist bekannt, dass die Orgel 12 Register besaß und auf einer Orgelempore hinter dem Altar im Turm stand. Genauere Informationen über diese Orgel sind allerdings nicht überliefert.

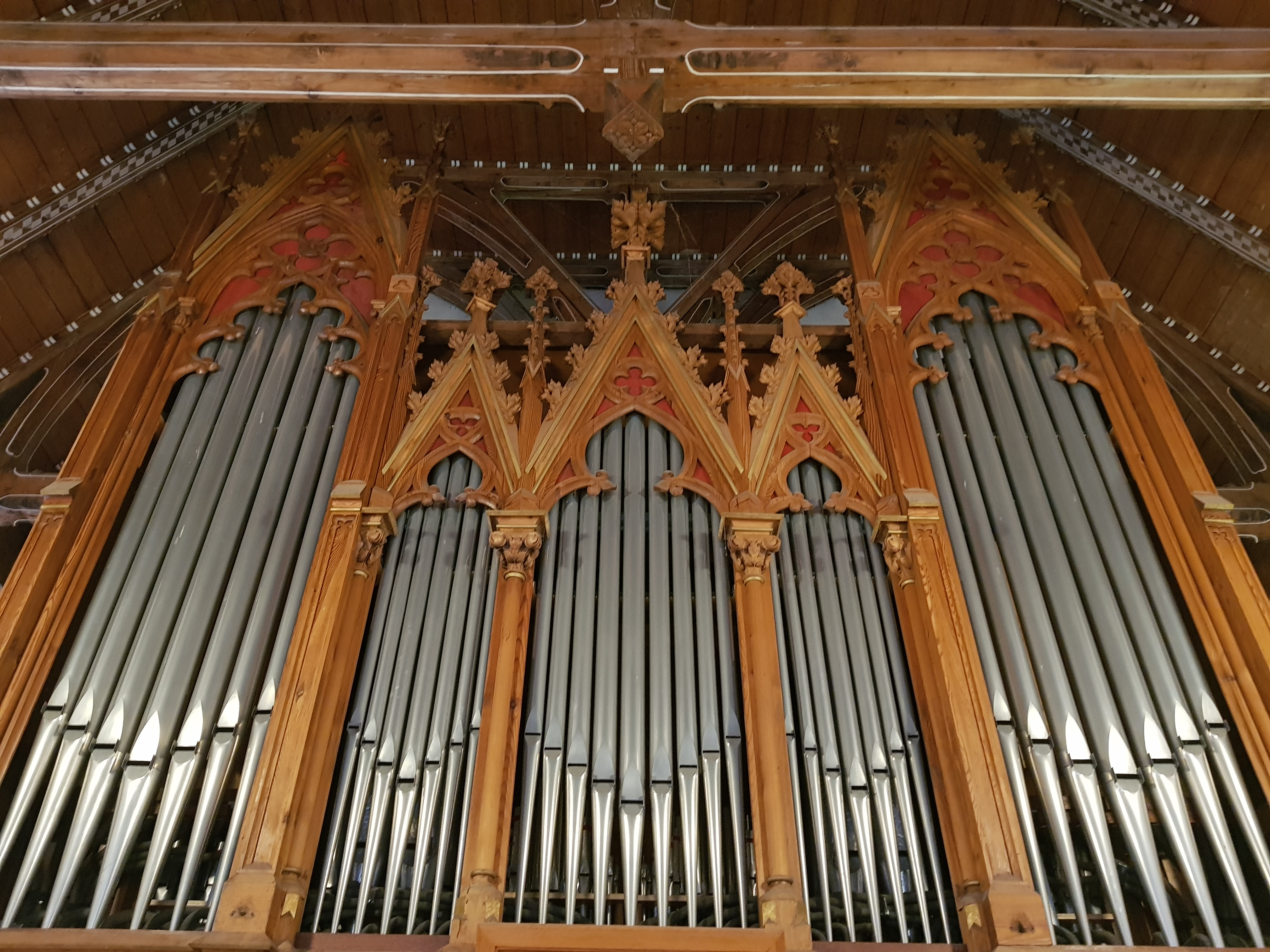
Ratzmann-Orgel (2021)

Im neuen Kirchenraum wurde 1898 durch Wilhelm Ratzmann (Gelnhausen) eine neue Orgel mit einem neugotischen Orgelprospekt errichtet. Der Spieltisch vor der Orgel mit Blick zum Altar. Damals noch in anderer Disposition, da die Orgel zunächst 1962 durch H. Voigt (Höchst) nach einem Plan von Ernst Karl Rößler umgebaut wurde. Doch die Orgel funktionierte nicht mehr sehr zuverlässig. Ein Grund dafür war die trockene Luft. Die Töne kamen sehr verzögert und hatten eine schlechte Ansprache. Die Pneumatik war nach ca. 80 Jahren am Ende. Das Werk wurde als „Freudloses Instrument“ beschrieben. Die alten und neuen Register mischten sich nicht.
Deswegen erfolgte im Jahr 1983 folgte ein Neubau durch Willi Peter (Köln). Die Planungen hatten bereits 1975 begonnen. Die Disposition stammt von Dozent KMD Richard Voge, welcher die klangliche Neukonzeption im Stil des Neobarocks, welche Ernst Karl Rößler 1962 begonnen hatte, konsequent vollenden wollte. Ausgeführt wurden die Arbeiten dann unter dem Orgelsachverständigen KMD Jürgen Hessel ausgeführt. Die fünf Register aus 1962 wurden weiterverwendet und umintoniert. Die meisten Register wurden komplett neu eingebaut, sodass von der originalen Orgel aus 1898 nur noch das Gehäuse vorhanden ist. Hierbei wurde die Orgel außerdem von Kegel- auf Schleifladen und von pneumatischer auf mechanische Traktur umgestellt, wofür auch der Spieltisch umgebaut werden musste, welcher nun, um 180 Grad gedreht, an die Orgel angebaut war. Heute präsentiert sie sich in der Klanggestalt mit zwölf Registern.
| I Hauptwerk C–g3    |    |
| Rohrpommer (P)      | 8′ |
| Principal (P)       | 4′ |
| Nachthorn (V)       | 4′ |
| Schweizerpfeife (V) | 2′ |
| Mixtur III (V)      | 2′ |

| II Seitenwerk C–g3 |       |
| Gedeckt (P)        | 8′    |
| Rohrflöte (V)      | 4′    |
| Principal (P)      | 2′    |
| Quinte (P)         | 1 ⁄3′ |

| Pedal C–f1       |     |
| Subbaß (P)       | 16′ |
| Gemshorn (V)     | 8′  |
| Octav-Nazard (P) | 4′  |

(P) = Willi Peter; (V) = Heinrich Voigt
- Koppeln: II/I, I/P, II/P

### Altarbild

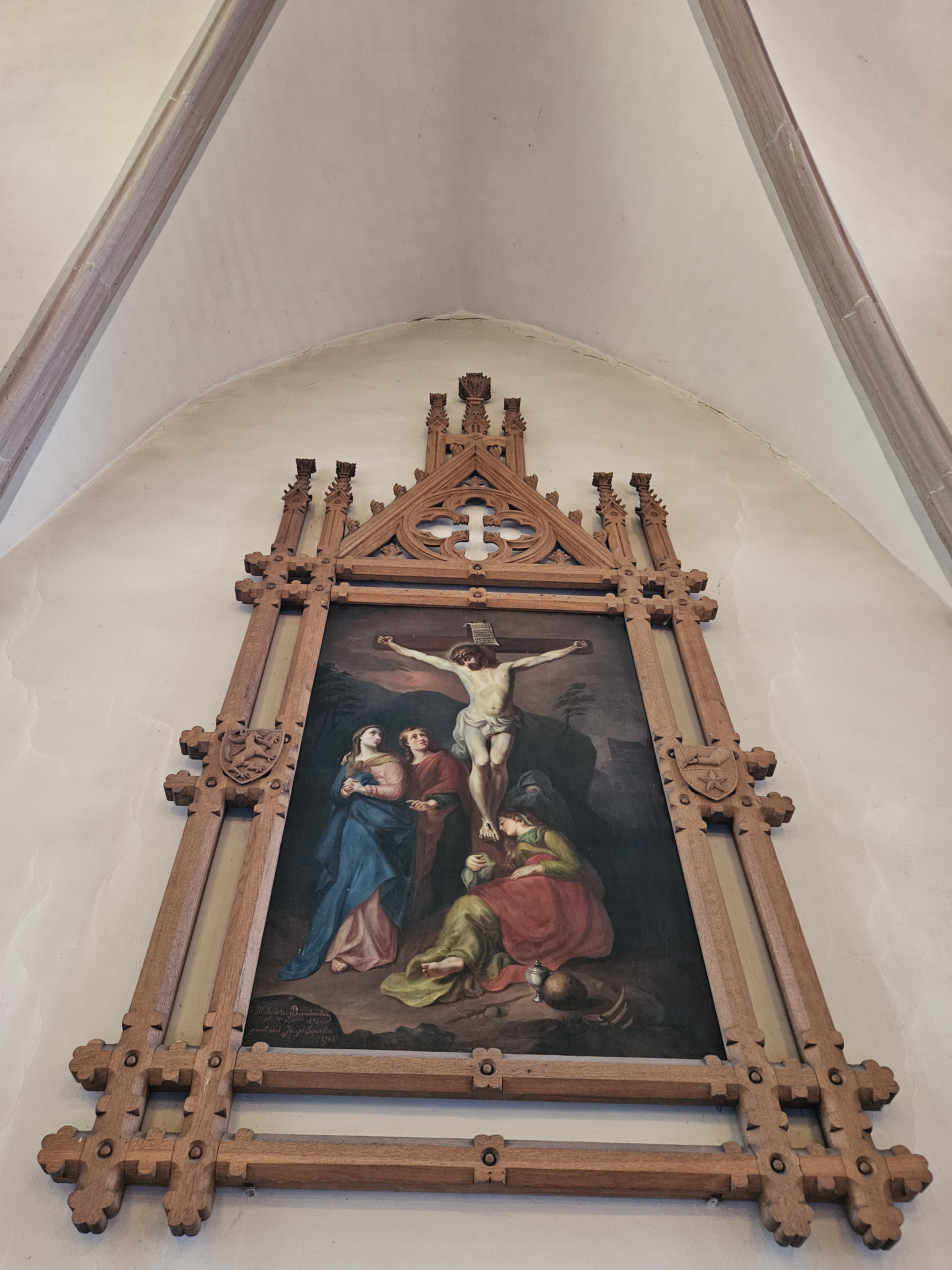
Altarbild (2023)

Hinter dem Altar ist ein Ölgemälde in einem gotischen Rahmen angebracht. Das Altarbild zeigt Christus am Kreuz, zur Rechten Maria und Johannes, zur Linken die trauernde Maria, Kleopas' Frau, und Maria Magdalena als Trauernde und Büßerin. Es ist eine Kopie des Gemäldes Kreuz und Trauernde des Barockmalers Joseph Esperlin.

## Glocken
Im Turm befinden sich vier Stahlglocken des Bochumer Vereins, von denen drei im Jahr 1952 und eine 1964 gegossen wurde, nachdem zunächst die alten Glocken verwendet wurden, welche allerdings im 2. Weltkrieg abgeliefert werden mussten. Im Jahr 1966 wurde eine elektronische Läuteanlage installiert. Jede Viertelstunde läuten die Glocken die Zeit. Da die Glocken bis in die 90er Jahre im Turm verankert waren, wurde dieser stark im Mitleidenschaft gezogen. Dadurch ist der Turm heute instabil. Nach längerer Renovierung ist das Geläut der Elmer Kirche seit 2009 wieder komplett hörbar. Die Inschriften aller vier Glocken bestehen aus Liedern aus dem Evangelischen Gesangbuch. Außerdem sind wichtige Jahreszahlen eingraviert.
| Lied: Christus der ist mein Leben (EG 516) Jahreszahlen: 1914–1918 (Erster Weltkrieg) 1939–1945 (Zweiter Weltkrieg)                        |
| Lied: Aus tiefer Not schrei ich zu Dir (EG 299) Jahreszahlen: 1631 (Pestjahr im Dreißigjährigen Krieg) 1945 (Ende des Zweiten Weltkrieges) |
| Lied: Allein Gott in der Höh sei Ehr (EG 179) Jahreszahlen: 797 (Erste urkundliche Erwähnung Elms) 1952 (Gussjahr)                         |
| Lied: Ein feste Burg ist unser Gott (EG 362) Jahreszahlen: 1543 (Einführung der Reformation in Elm) 1964 (Gussjahr)                        |

## Kirchengemeinde
Elm gehört zusammen mit Schlüchtern, Niederzell, Hutten und Gundhelm sowie Klosterhöfe und Herolz zur Kirchengemeinde Schlüchtern. Zusammen mit der Kirchengemeinde Ramholz mit Vollmerz, Sannerz und Hinkelhof bildet die Gemeinde einen Kooperationsraum. Der Kooperationsraum verteilt sich auf 4 Pfarrstellen, wovon sich Pfarramt IV in Elm befindet.

## Persönlichkeiten

### Elmer Pfarrer seit der Hanauer Union (1818)
Elm war bereits seit 1596 eigenständige Pfarrei. Seit 2011 gehört Elm zusammen mit Schlüchtern, Niederzell, Klosterhöfe sowie seit 2014 auch Hutten Gundhelm zur Kirchengemeinde Schlüchtern.
- 1818–1824: Jakob Friedrich Pauli
- 1824–1832: Adam Christoph Valentin Ebert
- 1832–1835: Peter Jakob Fischer
- 1835–1839: Johann Adolf Borde
- 1839–1842: Wilhelm Schäfer
- 1842–1848: Gottlieb Ludwig Theodor Emmel
- 1848–1876: Franz Bernhard Rauch
- 1886–1895: Ludwig Hartmann[2]
- 1896–1929: Hermann Valentin Seyb
- 1930–1935: Ludwig Thimme
- 1936–1973: Hans Julius Ludolph
- 1975–2010: Kurt Leidorf[2]
- 2010–2015: Geeske Ballhorn
- seit 2015: Annalena Failing[11][5]